# Coursetia polyphylla
Coursetia polyphylla är en ärtväxtart som beskrevs av Townshend Stith Brandegee. Coursetia polyphylla ingår i släktet Coursetia, och familjen ärtväxter.

## Underarter
Arten delas in i följande underarter:
- C. p. acutifolia
- C. p. breviloba
- C. p. polyphylla